# 高橋悦二郎
高橋 悦二郎（たかはし えつじろう、1924年3月30日 - 2015年8月14日）は、日本の小児科医。
東京府（現中野区）出身。1952年東京大学医学部卒。1960年医学博士。東大病院小児科勤務、1955年東京・愛育病院勤務、小児科部長。1980年愛育会総合母子保健センター保健指導部長。院長代行、愛育研究所副所長を歴任。1989年定年退職。女子栄養大学教授。東京都小児保健協会会長。

## 著書
- 『はじめての赤ちゃん105の常識 ママに自信をパパにゆとりを』学習研究社 1977
- 『新育児全科 0歳から5歳まで』家の光協会 1979
- 『おねしょのしつけと治し方 こうすればおねしょは必ず治る!』日本文芸社 1983
- 『胎児からのメッセージ きいてあげたい赤ちゃんの心』二見書房 サラ・ブックス 1984
- 『赤ちゃんの健康と育児book 0歳から5歳まですぐわかる育児のポイント集』永岡書店 1985
- 『からだの調子がわるいとき』ポプラ社 子ども救急事典 1987
- 『熱がでたとき』ポプラ社 子ども救急事典 1987
- 『0歳百科 頭・心・体を伸ばす育て方』ごま書房 1988
- 『たのしい育児 0歳から5歳まで』家の光協会 1988
- 『NHK赤ちゃんのページ のびのび育児』日本放送出版協会 1989
- 『赤ちゃんと楽しく』朝日新聞社 1990
- 『高橋悦二郎先生の絵で見る赤ちゃん百科』主婦と生活社 1990
- 『はじめての赤ちゃん108の常識 ママに自信をパパにゆとりを』学習研究社 1992
- 『育児の手引書 0歳児の体・頭・心を伸ばす育て方』ごま書房 ゴマブックス 1995
- 『赤ちゃんの健康と育児book 0歳から5歳まですぐわかる育児のポイント集』永岡書店 1997
- 『胎児からのメッセージ 赤ちゃんは胎内で何を訴えている?』二見書房 2004

### 共著
- 『ママの育児ぶり診断』高橋種昭共著 主婦と生活社 ファミリーブックス 1963
- 『生きた・生き方の本 育児の基本』大塚昭二,巷野悟郎共著 好学社 1974
- 『小児栄養・実習』山内愛・平山静子・島村理美子・武藤富美子・小川雄二共著 三共出版 1977
- 『脳からオチンチンまで 0～3歳の安心育児』矢島暎夫,水野肇共著　小学館 1988
- 『保育の中の保健 幼稚園・保育所での保健指導の理論と実践』巷野悟郎共編 中川英一,内藤和美, 小原由美子,鈴木みゆき, 鈴木洋,宮尾益知共著 萌文書林 1993
- 『最新育児学 第4版』内藤寿七郎編 宮崎叶,松島富之助,我妻尭,高橋種昭, 沢田啓司共著 同文書院 1995
- 『子育ての保健学』編 大修館書店 実践・子育て学講座 2005
- 『子育ての常識・非常識 どっちが正しいの!?育児の世代対抗戦』監修 保健同人社電話相談室編 保健同人社 2014

翻訳
- ペネロープ・リーチ『赤ちゃんの育て方 リーチ博士の育児書 Baby&Child』小学館 1980

## 論文
- Cinii